# Litterära punkgenrer
- Övre vänster: Scenfotografi från filmen Metropolis (1927), ett verk som senare klassats som decopunk.
- Undre höger: Ursprunglig illustration för motorrummet för ubåten Nautilus ur Jules Vernes bok En världsomsegling under havet (1870), ett verk som senare klassats som steampunk.
- Undre vänster: "Maison tournante aérienne" (roterande lufthus) av Albert Robida för hans bok Le Vingtième Siècle, en 1800-talsuppfattning om livet på 1900-talet, ett verk som senare klassats som steampunk.
- Undre höger: Sony Center i Berlin, beskrivet av David Suzuki som ett verkligt exempel på en cyberpunkplats.

Litterära punkgenrer, även science-fiction-punk (scifipunk), punkfiktion eller punkpunk (bland flera förslagna samlingsnamn), är olika former av litterära genrer med efterledet -punk (härlett ur cyberpunk), främst science fiction och retrofuturism, som bygger på särskilda estetiska stilar. Grundtanken är ett fokus på teknologi, vanligtvis en viss typ av teknologi. En given definition är att ta teknologin från en given tidsperiod och tänja den till fantastiska nivåer.
Historiskt har även element av dystopi varit ett vanligt tema inom punkgenrer, såsom former av uppror eller annan frihetskamp, social avlägsenhet, grader av samhällskollaps och apokalyps med mera, varav huvudkaraktärerna ofta är marginaliserade samhällsmedlemmar, vilket anknyter till punks ursprungliga betydelse, men i senare tid har även utopiska teman blivit vanligt, såsom solarpunk.

## Etymologi
Punk i denna mening är härlett ur begreppet cyberpunk, i sig en litterär punkgenre. Termen cyberpunk myntades ursprungligen 1980 av amerikanska författaren Bruce Bethke(en) för hans novell ”Cyberpunk”, som först publicerades i Amazing Science Fiction Stories (volym 57, nummer 4, november 1983), men den kom snabbt att användas som en beteckning för verk av Bruce Sterling, John Shirley, William Gibson, Rudy Rucker, Michael Swanwick och andra, som Gardner Dozois använde denna beteckning för i sin Washington Post-artikel "SF in the Eighties" 1984.
Sedan begreppet cyberpunk populariserats har efterledet -punk vidareanvänts för nya genrer, bland de kändaste kanske steampunk, myntad redan i slutet av 1980-talet av författaren K.W. Jeter för att beskriva hans och hans samtida författares viktorianska fantasyromaner. Romanen The Difference Engine(en) (1990) kom även att göra mycket för att popularisera genren.

## Litterära punkgenrer

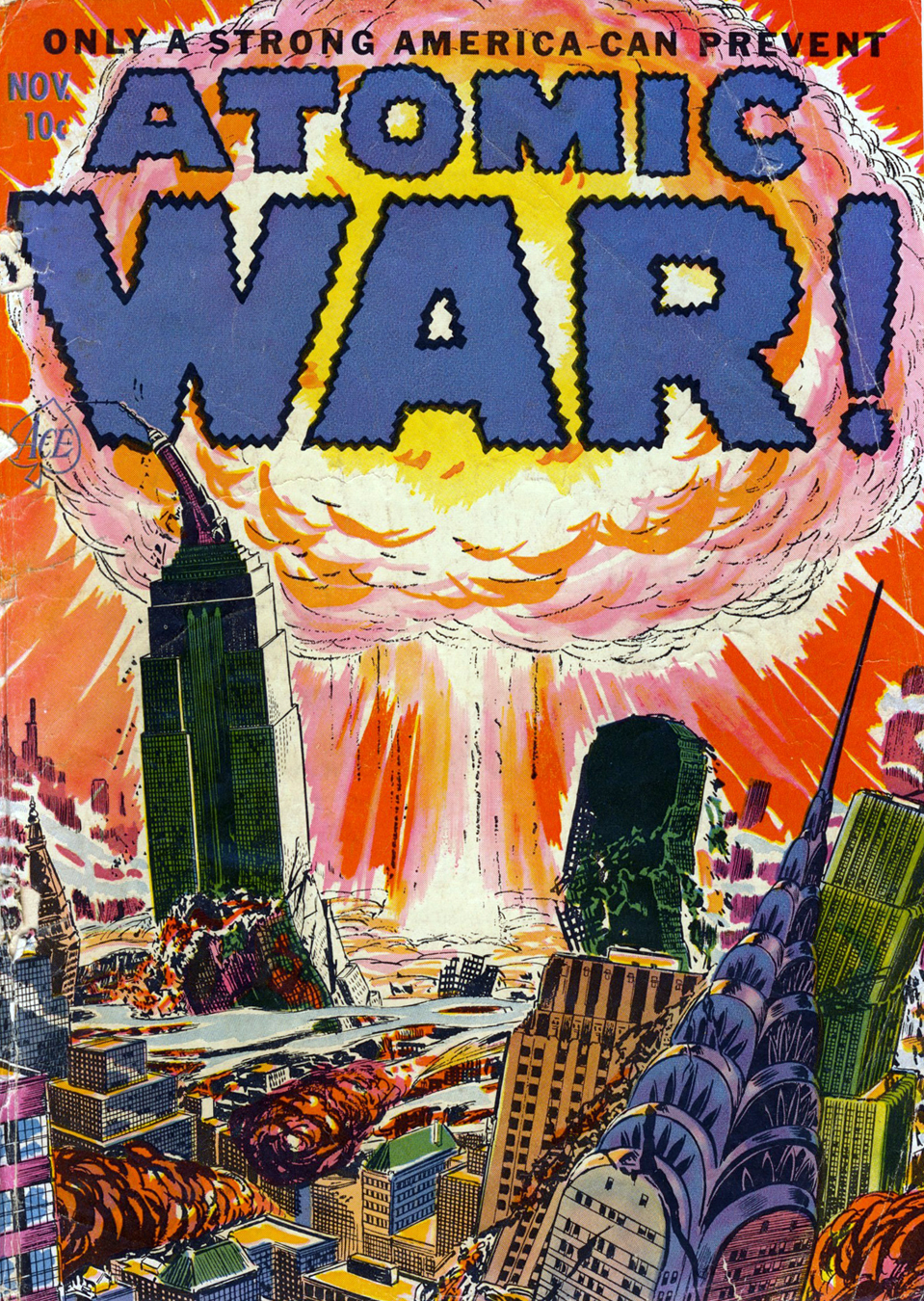
Atompunk, omslaget till Atomic War nummer 1, november 1952.

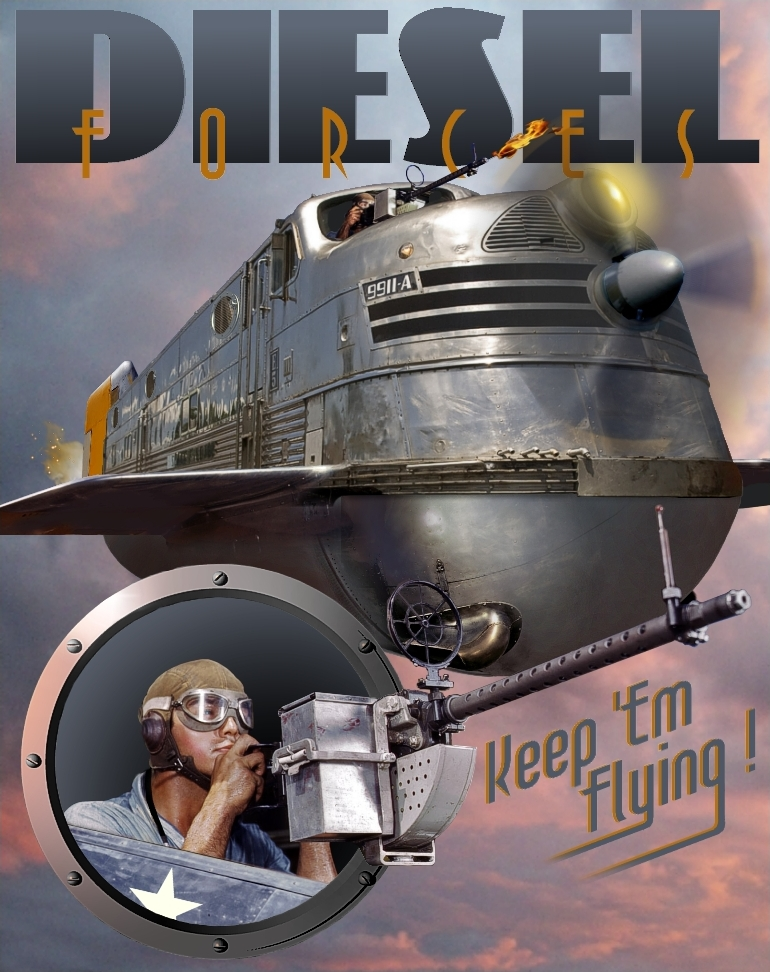
Dieselpunkkonsverk.

Vissa genrer är mer etablerade än andra:
- Alvpunk (engelska: elfpunk)
- Atompunk
- Biopunk
- Bronspunk(en) (engelska: bronzepunk) – retrofuturism byggd kring bronsåldern
- Bugpunk (insektspunk)
- Cattlepunk – undergenre till steampunk eller dieselpunk med miljö i vilda västern
- Candlepunk (levandeljuspunk) – undergenre till medelpunk fokuserad på senmedeltiden
- Castlepunk (riddarpunk) – undergenre till medelpunk fokuserad på riddarväsendet och riddarborgar med mera
- Clockpunk
- Cyberpunk
- Decopunk – retrofuturism byggd kring art déco
- Dieselpunk
- Dreadpunk (faspunk)
- Dungeonpunk (drakpunk) – lös punkgenre som kan efterliknas med högfantasy om tiden förgått in i eftermedeltida eror
- Ekopunk (engelska: ecopunk)
- Eterpunk (engelska: aetherpunk)
- Flowerpunk
- Formicapunk – retrofuturism efter 1970-talets estetik
- Gothic Punk (svartpunk)
- Hoppunk (engelska: hopepunk)
- Järnpunk(en) (engelska: ironpunk) – retrofuturism byggd kring järnåldern
- Kasettpunk (engelska: casettepunk) – retrofuturism efter 1980-talets estetik
- Klockpunk (engelska: clockpunk) – undergenre till steampunk byggd kring urverk, Leonardo da Vincis ritningar och mer antikviterad teknologi
- Månpunk (engelska: lunarpunk)
- Magipunk (engelska: magicpunk)
- Mannerspunk(en) (restaurationspunk)
- Mantelpunk (engelska: capepunk) – punkgenre som behandlar den klassiska eran av superhjältar
- Medelpunk (engelska: middlepunk) – retrofuturism byggd kring medeltiden
- Mesopunk
- Mytpunk (engelska: mythpunk)
- Nanopunk
- Nupunk (engelska: nowpunk)
- Pästpunk (engelska: plaugepunk) – undergenre till medelpunk byggd kring digerdöden
- Rymdpunk (engelska: spacepunk)
- Sandalpunk – undergenre till bronspunk satt i varmare klimat, exempelvis Fornegypten
- Silkespunk (engelska: silkpunk)
- Sjöfartspunk (engelska: oceanpunk)
- Sjörövarpunk (engelska: piratepunk)
- Solarpunk
- Steampunk (ångpunk)
- Stenpunk(en) – retrofuturism byggd kring stenåldern
- Raypunk (strålvapenpunk) – retrofuturism byggd kring Raygun Gothic
- Teslapunk
- Tidvattenpunk (engelska: tidalpunk)
- Transistorpunk
- Valpunk (engelska: whalepunk) – retrofuturism byggd kring valfångst
- Yurtpunk (stäppunk)
- Ökenpunk (engelska: desertpunk)

## Vidare information
- https://www.youtube.com/watch?v=_VwupNz4IiM